# Hansjörg Bräumer
Hansjörg Bräumer (* 9. April 1941; † 16. Mai 2025) war ein deutscher evangelischer Theologe. Er war Dozent sowie Leiter der diakonischen Lobetalarbeit und Autor.

## Leben
Hansjörg Bräumer studierte nach seiner Schulzeit Evangelische Theologie in Neuendettelsau, Hamburg, Heidelberg und Göttingen. Danach war er Assistent von Martin Wittenberg und drei Jahre Dozent für Hebräisch an der Augustana-Hochschule Neuendettelsau. Im Jahr 1972 wurde er mit seiner Dissertation über August von Arnswaldt an der Universität Göttingen promoviert. Danach leitete er das Aktions- und Besinnungszentrum in Breklum und ab 1977 die Lobetalarbeit, eine diakonische Einrichtung in Celle, die der Deutschen Evangelischen Allianz nahesteht. 2004 wurde er von seinem Sohn Carsten in diesem Amt abgelöst. Bis 2020 war Bräumer in der Seelsorge sowie der Sterbebegleitung aktiv und hielt auch Predigten, unter anderem als Kurseelsorger in Oberstdorf. Er schrieb mehrere Bücher und Abhandlungen, darunter verschiedene Bände der Kommentarreihe Wuppertaler Studienbibel.
Im März 2004 erhielt Bräumer die Verdienstmedaille des Verdienstordens der Bundesrepublik Deutschland.

## Privates
Hansjörg Bräumer war verheiratet mit Rosemarie. Aus der Verbindung gingen drei Kinder hervor. Bräumer wohnte zuletzt in Celle. Er starb am 16. Mai 2025 im Alter von 84 Jahren.

## Schriften
- August von Arnswald: 1798–1855. Ein Beitrag zur Geschichte der Erweckungsbewegung und des Neuluthertums in Hannover. Dissertation, Theologische Fakultät Universität Göttingen. Vandenhoeck & Ruprecht, Göttingen 1972, ISBN 3-525-55223-8.
- Freundschaft. Breklumer Verlag, Breklum 1976.
- Das Sakrament der Beichte. Überlegungen zu seiner Entstehung und seinem Gebrauch. Breklumer Verlag, Breklum 1977.
- Der Herr hat mir das Ohr geöffnet. Tägliche Andachten für Menschen von heute. Breklumer Verlag, Breklum 1979.
- In Freiheit leben. Gottes Gebote setzen Maßstäbe. SCM R. Brockhaus, Wuppertal 1981.
- Ich werde für euch dasein: Der Weg aus der Krise. Breklumer Verlag, Breklum 1982, ISBN 978-3-7793-0007-6.
- Liebe und Leidenschaft, Schönheit und Scham, Verlobung und Trauung. Eine biblische Betrachtung. Weißes Kreuz, Vellmar 1985.
- Lieben wagen. Hänssler, Neuhausen 1986.
- Auf dem letzten Weg. Seelsorge an Schwerkranken und Sterbenden. Hänssler, Neuhausen 1988; Neuauflage: Esras.net, Niederbüren 2021, ISBN 978-3-03890-069-6.
- Schatten vor meinem Gesicht. SCM Hänssler, Holzgerlingen 1992, ISBN 978-3-7751-1745-6.
- Das Buch Hiob (in der Reihe Wuppertaler Studienbibel. Altes Testament). Brockhaus, Wuppertal.
  - Band 1: Kapitel 1–19. 1993.
  - Band 2: Kapitel 20–42. 1994.
- Das erste Buch Mose (in der Reihe Wuppertaler Studienbibel. Altes Testament). Brockhaus, Wuppertal.
  - Band 1: Kapitel 1–11. 1986. (DDR-Ausgabe in der Reihe Handreichung für den Glaubensweg, Nr. 30, Ev. Versandbuchhandlung, Berlin 1981).
  - Band 2: Kapitel 12–36. 1987.
  - Band 3: Kapitel 37–50. 1990.
- Das zweite Buch Mose (in der Reihe Wuppertaler Studienbibel. Altes Testament). Brockhaus, Wuppertal.
  - Band 1: Kapitel 1–18. 1996.
  - Band 2: Kapitel 19–40. 1999.
- Pietismus 2000. Zwölf fromme Wünsche für den Pietismus heute. Hänssler, Holzgerlingen 1999.
- Das Tor zur Freiheit. Die zehn Gebote für heute ausgelegt. Hänssler, Holzgerlingen 2000.
- Ich bin getauft. Francke, Marburg 2007.
- Die Zukunft hat schon begonnen. Eine Auslegung des letzten Buchs der Bibel. Esras.net, Niederbüren 2022, ISBN 978-3-03890-083-2.

als Mitautor
- mit Rosemarie Bräumer, Joachim Cochlovius und Michael Dieterich: Eine zweite Ehe?. Brockhaus, Wuppertal 1992.
- mit Theophil Stöckle: Mit dem Herzen hören. Das Zentrum der Seelsorge. Hänssler, Neuhausen 1994.
- mit Rosemarie Bräumer: Scheidung und Wiederheirat, SCM Hänssler, Holzgerlingen 1996, ISBN 978-3-7751-1571-1.
- mit Samuel Pfeifer: Die zerrissene Seele. Brockhaus, Wuppertal 1997.